# Quadreria del Pio Monte della Misericordia

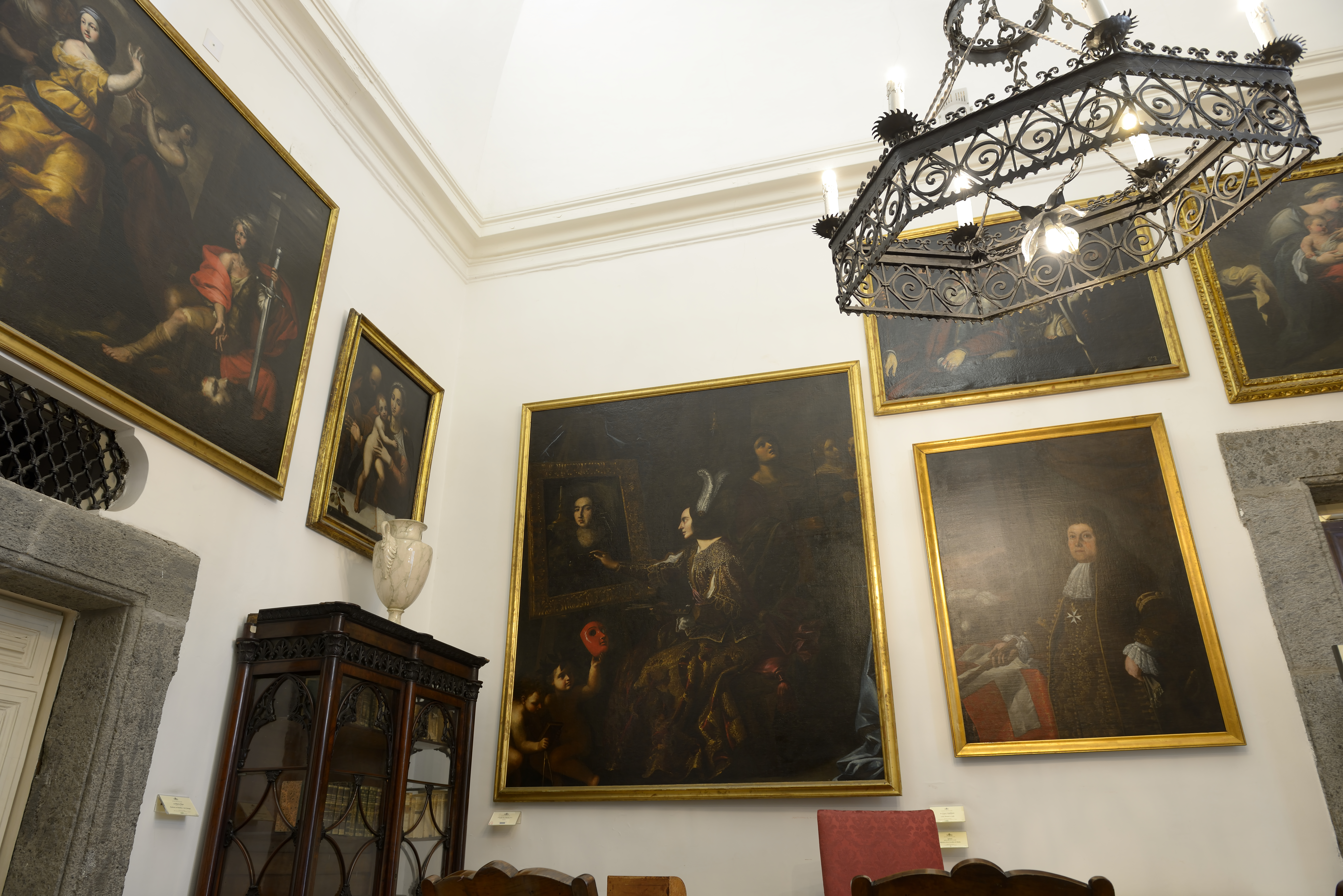
Scorcio dello studio del soprintendente

La Quadreria del Pio Monte della Misericordia è una pinacoteca di Napoli sita nel complesso del Pio Monte della Misericordia.

## Storia e descrizione
La quadreria si compone di 140 dipinti, frutto per lo più di donazioni o lasciti testamentari che si sono avuti nel corso della vita della fondazione.
Le tele sono esposte in dieci sale storiche al primo piano del palazzo del Pio Monte; il nucleo più cospicuo è rappresentato dalle opere lasciate da Francesco De Mura il 19 agosto 1782, che donò infatti 180 tele da lui eseguite con la condizione che la fondazione le vendesse solo per fini benefici. Di queste opere tuttavia ne rimangono esposte in sede 36, tra dipinti e bozzetti. Altre donazioni importanti che hanno arricchito la raccolta artistica sono state quella del 9 giugno 1802 di don Gennaro Marciano, che vedeva tra i pezzi pregiati le tele attribuite a Mattia Preti e le due su Sant'Apollonia e Sant'Agnese di Massimo Stanzione, e poi quella della nobildonna Maria Sofia Capece Galeota, avvenuta nel 1933, che donò 31 dipinti, tra cui l'Autoritratto di Luca Giordano, il Sant'Antonio Abate di Jusepe de Ribera e le tele di Agostino Beltrano e Giovanni Stefano Maja.
La prima apertura della quadreria si è avuta nel 1973, per volere del politico, nonché soprintendente del Pio Monte, Tommaso Leonetti di Santo Janni. Le tele esposte sono in gran parte di scuola napoletana e databili dal Cinquecento all'Ottocento.
Il sottostante elenco tiene conto delle attribuzioni proposte nel doppio tomo "Pio Monte della Misericordia, il patrimonio storico artistico", edito Artem, Napoli, 2021.

## Opere
| 1. Salone d'ingresso 2. Anticamera I 3. Anticamera II 4. Studio dei governatori 5. Studio del Governo vecchio 6. Studio del soprintendente 7. Passetto I 8. Passetto II 9. Sala del coretto 10. Sala del Governo | Pianta |

| Foto | Titolo                                                        | Autore/Dimensione/Anno                                                                                 | Sala                       | Note                                                                             |
| ---- | ------------------------------------------------------------- | --- | -------------------------- | -------------------------------------------------------------------------------- |
|      | Ritratto equestre di Carlo di Tocco                           | attribuito a Massimo Stanzione (280×200 cm, 1648 ca.)                                                  | Salone d'ingresso          |                                                                                  |
|      | Pietà                                                         | Cesare Fracanzano (210×310 cm,1645 ca.)                                                                | Salone d'ingresso          |                                                                                  |
| -    | Santa martire in gloria                                       | Domenico Antonio Vaccaro (63×49 cm)                                                                    | Salone d'ingresso          | Bozzetto per ignota tela                                                         |
| -    | L'imperatore Ludovico II giunge a Montecassino                | Pietro Bardellino (65×110 cm, 1750)                                                                    | Salone d'ingresso          |                                                                                  |
| -    | Sant'Agostino                                                 | Francesco De Mura (74x48 cm, 1760 ca.)                                                                 | Salone d'ingresso          | Bozzetto per la tela nella chiesa di Santa Caterina da Siena                     |
| -    | Vergine addolorata                                            | Francesco De Mura (80×65 cm, 1760 ca.)                                                                 | Salone d'ingresso          | Bozzetto per la tela nel duomo di Barletta                                       |
|      | Cristo alla colonna                                           | Francesco De Mura (210×129 cm, 1760 ca.)                                                               | Salone d'ingresso          |                                                                                  |
| -    | Madonna delle Grazie con Santa Rosa e San Giovanni            | Francesco De Mura (75×60 cm, 1720 ca.)                                                                 | Salone d'ingresso          | Bozzetto per ignota tela                                                         |
| -    | Riposo in Egitto                                              | Francesco De Mura (260×205cm, 1751)                                                                    | Salone d'ingresso          |                                                                                  |
| -    | San Giovanni Battista                                         | Francesco De Mura (210×127 cm, 1765 ca.)                                                               | Salone d'ingresso          |                                                                                  |
| -    | Maddalena penitente                                           | Francesco De Mura (260×190 cm, 1760 ca.)                                                               | Salone d'ingresso          |                                                                                  |
|      | San Paolo Eremita che adora la Croce                          | Francesco De Mura (210×165 cm, 1760 ca.)                                                               | Salone d'ingresso          |                                                                                  |
| -    | Visitazione                                                   | Francesco De Mura (90×110 cm, 1750 ca.)                                                                | Salone d'ingresso          | Bozzetto per la tela nella chiesa di San Nicola alla Carità                      |
| -    | Vergine, il Bambino e San Giovannino                          | Francesco De Mura (85×70 cm, 1750 ca.)                                                                 | Salone d'ingresso          |                                                                                  |
|      | Ultima Cena                                                   | Francesco De Mura (190×120 cm, 1650 ca.)                                                               | Salone d'ingresso          | Bozzetto per la tela nella chiesa dell'Annunciata di Capua                       |
| -    | Ritratto equestre di Leonardo di Tocco di Montemiletto        | Giovanni Stefano Maja (280×200 cm, 1725 ca.)                                                           | Salone d'ingresso          |                                                                                  |
|      | Deposizione di Cristo                                         | Giovanni Baglione (280×175 cm, 1608)                                                                   | Anticamera I               | Tela già nella chiesa del Pio Monte e poi sostituita con quella di Luca Giordano |
| -    | Rovine                                                        | Leonardo Coccorante (1745 ca.)                                                                         | Anticamera I               | 1a versione                                                                      |
| -    | Rovine                                                        | Leonardo Coccorante (1745 ca.)                                                                         | Anticamera I               | 2a versione                                                                      |
| -    | Rovine                                                        | Leonardo Coccorante (1745 ca.)                                                                         | Anticamera I               | 3a versione                                                                      |
| -    | Rovine                                                        | Leonardo Coccorante (1745 ca.)                                                                         | Anticamera I               | 4a versione                                                                      |
| -    | Adorazione dei Magi                                           | Girolamo da Salerno (175×190 cm, 1520 ca.)                                                             | Anticamera I               |                                                                                  |
| -    | Madonna col Bambino che benedice un certosino                 | bottega di Fabrizio Santafede (100×80 cm, 1585 ca.)                                                    | Anticamera I               |                                                                                  |
|      | Autoritratto                                                  | Luca Giordano (70×50 cm, 1692 ca.)                                                                     | Anticamera II              |                                                                                  |
| -    | Ritratto di Enrico III di Francia                             | ignoto (74×60 cm, XVII secolo)                                                                         | Anticamera II              |                                                                                  |
| -    | Crocifissione                                                 | ignoto (70×35 cm, 1490 ca.)                                                                            | Anticamera II              |                                                                                  |
| -    | Resurrezione                                                  | ignoto (70×35 cm, 1490 ca.)                                                                            | Anticamera II              |                                                                                  |
| -    | Ritratto di Doge                                              | ignoto veneto (73×59 cm, prima metà secolo XVII)                                                       | Anticamera II              |                                                                                  |
|      | Sant'Antonio Abate                                            | Jusepe de Ribera (65×50 cm, 1650 ca.)                                                                  | Anticamera II              |                                                                                  |
|      | Madonna, San Giuseppe e il Bambino con Santa Lucia            | Fabrizio Santafede (128×104 cm, 1620 ca.)                                                              | Anticamera II              |                                                                                  |
|      | Pietà                                                         | Andrea Vaccaro (200×154 cm, 1640 ca.)                                                                  | Anticamera II              |                                                                                  |
|      | Madonna della Purità                                          | Pacecco De Rosa (110×30 cm, documentato a Napoli dal 1574 al 1606)                                     | Anticamera II              |                                                                                  |
| -    | Santo Stefano Protomartire                                    | Francesco De Mura (59×35 cm, 1760 ca.)                                                                 | Studio dei governatori     | Bozzetto per ignota tela                                                         |
| -    | Sant'Agostino                                                 | Francesco De Mura (59×35 cm, 1760 ca.)                                                                 | Studio dei governatori     | Bozzetto per ignota tela                                                         |
|      | San Girolamo con il leone                                     | già attribuito a Francesco Antonio Altobello, ora attribuito a Jusepe de Ribera (180×126 cm, 1640 ca.) | Studio dei governatori     |                                                                                  |
| -    | Scena di terrore                                              | Francesco de Mura (110×210 cm, 1755 ca.)                                                               | Studio dei governatori     | Bozzetto per gli affreschi nel palazzo di Sedile di Porto                        |
| -    | San Luca                                                      | (copia di un originale di Guido Reni) (78×66 cm)                                                       | Studio dei governatori     |                                                                                  |
| -    | Miracolo di un indemoniato                                    | Cesare Fracanzano (78×66 cm, 1645 ca.)                                                                 | Studio dei governatori     |                                                                                  |
| -    | San Benedetto provvede miracolosamente di grano i suoi monaci | Francesco De Mura (74×111 cm, 1740)                                                                    | Studio dei governatori     | Bozzetto per gli affreschi nella chiesa dei Santi Severino e Sossio              |
| -    | San Benedetto impone al corvo di asportare il pane avvelenato | Francesco De Mura (74×111 cm, 1740)                                                                    | Studio dei governatori     | Bozzetto per gli affreschi nella chiesa dei Santi Severino e Sossio              |
| -    | San Benedetto doma l'incendio nelle cucine del convento       | Francesco De Mura (74×111 cm, 1740)                                                                    | Studio dei governatori     | Bozzetto per gli affreschi nella chiesa dei Santi Severino e Sossio              |
| -    | Adorazione dei magi                                           | Francesco De Mura (100×208 cm, 1732)                                                                   | Studio dei governatori     | Bozzetto per un affresco nella chiesa della Nunziatella                          |
| -    | Gloria di San Nicola                                          | Francesco De Mura (102×180 cm, 1715-1727)                                                              | Studio dei governatori     | Bozzetto per un affresco nella chiesa di San Nicola alla Carità                  |
| -    | Assunzione della Vergine                                      | Francesco De Mura (140×110 cm, 1751)                                                                   | Studio dei governatori     | Bozzetto per un affresco nella chiesa della Nunziatella                          |
| -    | Bottega di San Giuseppe                                       | Francesco De Mura (105×65 cm, 1751)                                                                    | Studio dei governatori     | Bozzetto per un affresco nella chiesa della Nunziatella                          |
| -    | Il sogno di Giacobbe                                          | Francesco De Mura (64×80 cm, 1737-1738)                                                                | Studio dei governatori     | Bozzetto per una tela nell'abbazia di Montecassino                               |
|      | Agar ed Ismaele                                               | Francesco De Mura (75×102 cm, 1737-1738)                                                               | Studio dei governatori     | Bozzetto per una tela nell'abbazia di Montecassino                               |
| -    | Angelo con pastorale, mitra e libro                           | Francesco De Mura (47×36 cm, 1740)                                                                     | Studio dei governatori     | 1a versione: bozzetto per gli affreschi nella chiesa dei Santi Severino e Sossio |
| -    | Angelo con pastorale, mitra e libro                           | Francesco De Mura (47×36 cm, 1740)                                                                     | Studio dei governatori     | 2a versione: bozzetto per gli affreschi nella chiesa dei Santi Severino e Sossio |
| -    | Visitazione                                                   | Francesco De Mura (190×120 cm, 1650 ca.)                                                               | Studio dei governatori     | Bozzetto per la tela nella chiesa dell'Annunciata di Capua                       |
| -    | Cristo, la Vergine, San Giuseppe e Santi in gloria            | Francesco De Mura (140×125 cm, 1741)                                                                   | Studio del governo vecchio | Bozzetto per gli affreschi nella chiesa di San Giuseppe dei Ruffi                |
| -    | Gloria dei Principi                                           | Francesco De Mura (150×155 cm, 1775)                                                                   | Studio del governo vecchio | 1a versione: bozzetto per un affresco nel Palazzo Reale                          |
| -    | Gloria dei Principi                                           | Francesco De Mura (75×100 cm, 1775)                                                                    | Studio del governo vecchio | 2a versione: bozzetto per un affresco nel Palazzo Reale                          |
| -    | Sant'Antonio da Padova                                        | Francesco De Mura (63c50 cm, 1720 ca.)                                                                 | Studio del governo vecchio |                                                                                  |
| -    | Ritratto della moglie del pittore                             | Francesco De Mura (98×75 cm, 1735 ca.)                                                                 | Studio del governo vecchio |                                                                                  |
| -    | San Rocco                                                     | Francesco De Mura (63×50 cm, 1760 ca.)                                                                 | Studio del governo vecchio | Bozzetto per ignota tela                                                         |
| -    | Annunciazione                                                 | ignoto napoletano del XVIII secolo (76×60 cm)                                                          | Studio del governo vecchio |                                                                                  |
| -    | Aurora e Titone                                               | Francesco De Mura (97×182 cm, 1763-1768)                                                               | Studio del governo vecchio | 1a versione: bozzetto per gli affreschi nel Palazzo Reale                        |
| -    | Aurora e Titone                                               | Francesco De Mura (97×182 cm, 1763-1768)                                                               | Studio del governo vecchio | 2a versione: bozzetto per gli affreschi nel Palazzo Reale                        |
| -    | Il Venerabile Francesco de Gerolamo                           | Francesco De Mura (65×50 cm, 1758 ca.)                                                                 | Studio del governo vecchio | Bozzetto per il Monte Manso Scala                                                |
| -    | Veduta di Villa Borghese                                      | Giovan Battista Bassi (74×98 cm, 1817)                                                                 | Passetto I                 |                                                                                  |
| -    | San Gennaro ed i compagni nell'Anfiteatro                     | attribuito a Angelo Maria Costa (35×44 cm, documentato a Napoli tra il 1696 e il 1721)                 | Passetto I                 |                                                                                  |
| -    | Santa Martire nell'anfiteatro                                 | attribuito a Angelo Maria Costa (35×43 cm, documentato a Napoli tra il 1696 e il 1721)                 | Passetto I                 |                                                                                  |
| -    | Paesaggio con guerrieri                                       | seguace di Salvator Rosa (33×42 cm, XVIII secolo)                                                      | Passetto I                 |                                                                                  |
| -    | Scena di caccia                                               | Gaspard Dughet (37×48 cm, XVII secolo)                                                                 | Passetto I                 |                                                                                  |
| -    | Veduta della costiera amalfitana                              | Anton Sminck van Pitloo \|(380×345 cm, XIX secolo)                                                     | Passetto I                 |                                                                                  |
| -    | Paesaggio notturno                                            | attribuito a Claude Lorrain (48×65 cm, inizio secolo XVIII)                                            | Passetto I                 |                                                                                  |
| -    | Notturno                                                      | ignoto (24×32 cm, XVIII secolo)                                                                        | Passetto I                 | 1a versione                                                                      |
| -    | Notturno                                                      | ignoto (24×32 cm, XVIII secolo)                                                                        | Passetto I                 | 2a versione                                                                      |
| -    | Santa Caterina d'Alessandria                                  | Andrea Sabatini (54×29 cm, inizi XVI secolo)                                                           | Passetto II                |                                                                                  |
|      | Il Giuramento di Bruto davanti al corpo di Lucrezia           | Domenico Corvi (fine XVIII secolo)                                                                     | Passetto II                |                                                                                  |
| -    | Incredulità di San Tommaso                                    | Bernardo Cavallino (103×142 cm, 1640 ca.)                                                              | Passetto II                |                                                                                  |
| -    | Incontro di Giacobbe con Rachele                              | Luca Giordano (40×60 cm, 1652 ca.)                                                                     | Passetto II                |                                                                                  |
| -    | Scena di Seduzione                                            | ignoto napoletano (32×26 cm, XVII secolo)                                                              | Passetto II                |                                                                                  |
| -    | Cavaspine                                                     | ignoto napoletano (63×49 cm, XVIII secolo)                                                             | Passetto II                |                                                                                  |
| -    | La Carità                                                     | ignoto napoletano (32×26 cm, metà secolo XVIII)                                                        | Passetto II                |                                                                                  |
| -    | Processione di Vescovi                                        | bottega di Innocenzo Francucci (22×39 cm, inizi XVI secolo)                                            | Passetto II                |                                                                                  |
| -    | Il ricco Epulone                                              | ambito di Frans Francken II (37×58 cm, seconda metà XVI secolo)                                        | Passetto II                |                                                                                  |
| -    | Adorazione dei pastori                                        | bottega di Giovanni Bernardino Azzolino (120×155 cm, prima metà XVII secolo)                           | Studio del soprintendente  |                                                                                  |
| -    | Andata al Calvario                                            | copia da Polidoro da Caravaggio (115×100 cm, prima metà XVI secolo)                                    | Studio del soprintendente  |                                                                                  |
| -    | Cristo davanti a Caifa                                        | copia da Luca Cambiaso (103×142 cm, XVII secolo)                                                       | Studio del soprintendente  |                                                                                  |
| -    | Ritratto d'uomo in armatura                                   | bottega di Scipione Pulzone (44×35 cm, inizi XVII secolo)                                              | Studio del soprintendente  |                                                                                  |
|      | Vanitas                                                       | attribuito a Niccolò De Simone (230×209 cm, documentato a Napoli tra il 1636 ed il 1677)               | Studio del soprintendente  |                                                                                  |
| -    | Adorazione del vitello d'oro                                  | ignoto napoletano del XVII secolo (135×123 cm)                                                         | Studio del soprintendente  | Bozzetto di ignota tela                                                          |
| -    | La Vergine col Bambino e San Giovannino                       | copia di un originale di Luca Giordano (117×153 cm)                                                    | Studio del soprintendente  |                                                                                  |
| -    | Ritratto del «Pumtornius»                                     | ignoto napoletano (22×16 cm, inizio secolo XVII)                                                       | Studio del soprintendente  |                                                                                  |
| -    | Ritratto di Eleonora de Toledo                                | ignoto toscano del XVI secolo (66×52 cm)                                                               | Studio del soprintendente  |                                                                                  |
| -    | San Francesco di Paola                                        | attribuito a Nicola Malinconico (117×157 cm, XVII secolo)                                              | Studio del soprintendente  |                                                                                  |
|      | Negazione di San Pietro                                       | Bartolomeo Mendozzi (123×163 cm)                                                                       | Studio del soprintendente  |                                                                                  |
| -    | Madonna col Bambino e S. Giuseppe                             | bottega di Marco Pino (102×75 cm, fine XVI secolo)                                                     | Studio del soprintendente  |                                                                                  |
| -    | Incontro di Giacobbe con Rachele                              | Michele Ragolia (120×170 cm, XVII secolo)                                                              | Studio del soprintendente  |                                                                                  |
| -    | Trionfo di David                                              | Michele Ragolia (160×210 cm, XVII secolo)                                                              | Studio del soprintendente  |                                                                                  |
|      | Incredulità di San Tommaso                                    | Maestro dell'Accademia di San Fernando (122×167 cm, primo quarto del XVII secolo)                      | Studio del soprintendente  |                                                                                  |
| -    | Sant'Andrea                                                   | ignoto napoletano (100×78 cm, 1650 ca.)                                                                | Sala del coretto           |                                                                                  |
| -    | San Giovanni                                                  | (copia di un originale di Guido Reni) (78×66 cm)                                                       | Sala del coretto           |                                                                                  |
| -    | San Marco                                                     | (copia di un originale di Guido Reni) (78×66 cm)                                                       | Sala del coretto           |                                                                                  |
| -    | San Francesco in estasi                                       | copia di un originale di Guercino (134×100 cm, XVII secolo)                                            | Sala del coretto           |                                                                                  |
|      | San Francesco in preghiera                                    | Giovan Battista Crespi (105×78, 1610 ca.)                                                              | Sala del coretto           |                                                                                  |
|      | Decollazione di San Gennaro                                   | Carlo Coppola (130×185 cm)                                                                             | Sala del coretto           |                                                                                  |
| -    | San Luca                                                      | (copia di un originale di Guido Reni) (78×66 cm)                                                       | Sala del coretto           |                                                                                  |
| -    | Santi Gennaro e san Biagio                                    | Maestro del Gesù tra i dottori (67×78 cm, 1660 ca.)                                                    | Sala del coretto           |                                                                                  |
|      | San Girolamo                                                  | bottega di Jusepe de Ribera (94×75 cm, 1652 ca.)                                                       | Sala del coretto           |                                                                                  |
| -    | San Pietro                                                    | probabilmente della bottega di Giordano, da un originale di Ribera (70×60 cm)                          | Sala del coretto           |                                                                                  |
| -    | La Cena in Emmaus                                             | copia di un originale di Massimo Stanzione (80×120 cm)                                                 | Sala del coretto           |                                                                                  |
|      | San Giovannino con l'agnello                                  | Massimo Stanzione (100×130 cm, inizi del XVII secolo)                                                  | Sala del coretto           |                                                                                  |
|      | Sant'Apollonia                                                | Massimo Stanzione (70×52 cm, 1640 ca.)                                                                 | Sala del coretto           |                                                                                  |
| -    | Sant'Agnese                                                   | Massimo Stanzione (70×52 cm, 1640 ca.)                                                                 | Sala del coretto           |                                                                                  |
| -    | Santa Chiara adora il Crocifisso                              | attribuito a Francesco De Mura (134×100 cm, 1750 ca.)                                                  | Sala del coretto           |                                                                                  |
| -    | San Pietro orante                                             | bottega di Luca Giordano (forse Giuseppe Simonelli) (77×64 cm)                                         | Sala del coretto           |                                                                                  |
| -    | Sant'Antonio da Padova e il Bambino Gesù                      | Massimo Stanzione (prima metà XVII secolo)                                                             | Sala del coretto           |                                                                                  |
|      | San Giuseppe                                                  | Gaetano Recco (74×63 cm, 1680 ca.)                                                                     | Sala del coretto           |                                                                                  |
| -    | La Madonna delle ciliegie                                     | copia di un originale di Federico Barocci (38×29 cm, post 1573)                                        | Sala del governo           |                                                                                  |
| -    | Visitazione                                                   | Mattia Preti e collaboratori (230×155 cm, seconda metà XVII secolo)                                    | Sala del governo           |                                                                                  |
| -    | Noli me tangere                                               | Mattia Preti e collaboratori (230×155 cm, seconda metà XVII secolo)                                    | Sala del governo           |                                                                                  |
| -    | Cristo tentato da Satana                                      | Mattia Preti e collaboratori (230×155 cm, seconda metà XVII secolo)                                    | Sala del governo           |                                                                                  |
| -    | Cristo servito dagli Angeli                                   | Mattia Preti e collaboratori (230×155 cm, seconda metà XVII secolo)                                    | Sala del governo           |                                                                                  |
| -    | San Francesco in estasi                                       | Mattia Preti e collaboratori ( (116×150 cm, seconda metà XVII secolo)                                  | Sala del governo           |                                                                                  |
| -    | Sant'Antonio e il Bambino Gesù                                | Mattia Preti e collaboratori (116×150 cm, seconda metà XVII secolo)                                    | Sala del governo           |                                                                                  |
| -    | San Giovannino                                                | Paolo De Matteis (48×35 cm, attivo a Napoli nel XVIII secolo)                                          | Sala del governo           |                                                                                  |
| -    | Cristo Portacroce                                             | Paolo De Matteis (48×35 cm, attivo a Napoli nel XVIII secolo)                                          | Sala del governo           |                                                                                  |
| -    | Addolorata                                                    | Paolo De Matteis (48×35 cm, attivo a Napoli nel XVIII secolo)                                          | Sala del governo           |                                                                                  |
| -    | San Giuseppe                                                  | Paolo De Matteis (48×35 cm, attivo a Napoli nel XVIII secolo)                                          | Sala del governo           | -                                                                                |
|      | San Giovanni Battista ammonisce Erode ed Erodiade             | Giacomo Farelli -                                                                                      |                            |                                                                                  |
| -    | La Pietà                                                      | ignoto                                                                                                 |                            |                                                                                  |
| -    | Ritratto di benefattore                                       | Gaetano Forte -                                                                                        |                            |                                                                                  |
| -    | Ritratto di Girolamo Gambone, duca di Salza                   | ignoto -                                                                                               |                            |                                                                                  |
| -    | Ritratto di Alojsia De Mauro                                  | ignoto -                                                                                               |                            |                                                                                  |
|      | San Giovanni Battista con l'agnello                           | ignoto -                                                                                               |                            |                                                                                  |
| -    | Ritratto di Cavaliere di Malta                                | bottega di Mattia Preti -                                                                              |                            |                                                                                  |
| -    | Ritratto di frate domenicano                                  | ignoto -                                                                                               |                            |                                                                                  |
| -    | San Francesco di Paola                                        | ignoto -                                                                                               |                            |                                                                                  |
| -    | Ritratto di dama con ventaglio                                | ignoto -                                                                                               |                            |                                                                                  |
| -    | Ritratto di sacerdote                                         | ignoto -                                                                                               |                            |                                                                                  |
| -    | Ritratto di monaca in preghiera                               | ignoto -                                                                                               |                            |                                                                                  |
| -    | Ritratto di gentiluomo                                        | ignoto -                                                                                               |                            |                                                                                  |
| -    | Ritratto di Giureconsulto                                     | ignoto del XVII secolo -                                                                               |                            |                                                                                  |
| -    | Santa Caterina in adorazione del crocifisso                   | ignoto del XVII secolo, copia da Cristofano Allori -                                                   |                            |                                                                                  |
| -    | Volto Santo                                                   | ignoto -                                                                                               |                            |                                                                                  |
| -    | San Tommaso prega davanti al crocifisso                       | ignoto -                                                                                               |                            |                                                                                  |
| -    | San Pasquale Baylon                                           | attribuito a Oronzo Malinconico                                                                        |                            |                                                                                  |